# Dušan Šiško
Dušan Šiško, slovenski politik in logistik; 9. maj 1969, Brežice.
V 8. sklicu Državnega zbora Republike Slovenije je bil poslanec iz vrst Slovenske nacionalne stranke.

## Življenjepis
Osnovno in srednjo šolo je opravljal v Krškem, kjer se je izučil za trgovskega in ekonomskega tehnika. Leta 2009 je na Fakulteta za logistiko v Celju diplomiral kot inženir logistike. Med letoma 1988 in 2004 je deloval v trgovstvu. Med letoma 2004 in 2010 je bil predsednik Rokometnega kluba Krško, od leta 2010 do izvolitve na mesto poslanca pa je bil strokovni sodelavec za krajevne skupnosti na Občini Krško. Leta 2022 je na lokalnih volitvah kandidiral za župana Mestne občine Krško.

### Poslanec
Na državnozborskih volitvah leta 2018 je bil na listi Slovenske nacionalne stranke izvoljen za poslanca v Državnem zboru Republike Slovenije. V volilnem okraju Krško je prejel 877 glasov. V tem mandatu je bil član naslednjih delovnih teles:
- Komisija za odnose s Slovenci v zamejstvu in po svetu (predsednik)
- Mandatno-volilna komisija (član)
- Odbor za infrastrukturo, okolje in prostor (član)
- Odbor za notranje zadeve, javno upravo in lokalno samoupravo (član)
- Preiskovalna komisija o zagotavljanju zaščitne opreme ter ukrepih institucij in nosilcev javnih funkcij za zajezitev širjenja bolezni COVID-19 od 1. 2. 2020 do odreditve predmetne parlamentarne preiskave (namestnik člana)